# Африканський банк розвитку
Африка́нський банк ро́звитку (АФБР) — складова міжнародних фінансових інституцій, які виконують функції надання фінансової допомоги у формі кредитів країнам, що її потребують.
Сприяють зародженню єдиної фінансової системи світового співтовариства; регіональний кредитно-фінансовий інститут країн африканського континенту, мета якого полягає у
- сприянні економічному розвиткові і соціальному прогресу країн-членів шляхом фінансування і кредитування програм регіонального розвитку,
- заохочення державних і приватних інвестицій,
- надання технічної допомоги.

Функціонує з 1966 у складі 50 африканських держав.
Статутний капітал становив 2776 млн доларів США.
Керівний орган — Рада керуючих, що складається з міністрів фінансів країн-членів і Правління.
Найбільшими підписниками є Нігерія, Алжир, Заїр і Єгипет.

## Діяльність
5 травня 2017 року Індія на засіданні Африканського банку розвитку в Гуджараті представила дорожню карту коридору зростання Азії та Африки (AAGC). Інститут досліджень та інформаційних систем для країн, що розвиваються (RIS), Нью - Делі, Інститут економічних досліджень АСЕАН і Східної Азії (ERIA), Джакарта, і Інститут країн, що розвиваються (IDE-JETRO), Токіо, розробили цей документ на основі консультацій з азійськими та африканськими аналітичними центрами. Вона спрямована на індо-японську співпрацю з метою розвитку якісної інфраструктури в Африці, доповненої цифровим підключенням, що сприятиме реалізації ідеї створення вільного та відкритого Індо-Тихоокеанського регіону. AAGC надаватиме пріоритет проектам розвитку у галузі охорони здоров’я та фармацевтики, сільського господарства та агропереробки, управління стихійними лихами та підвищення кваліфікації. Аспекти зв’язку AAGC будуть доповнені якісною інфраструктурою.